# MoMuse
MoMuse is een museum in de Belgische gemeente Sint-Jans-Molenbeek over de lokale geschiedenis. Het is gevestigd in een voormalige studiezaal van de Academie voor Tekenen en Visuele Kunsten aan de Mommaertsstraat 2a. De collectie werd bijeengebracht vanaf 2004 en in 2018 opende MoMuse effectief de deuren.